# Велар-сюр-Уш
Вела́р-сюр-Уш (фр. Velars-sur-Ouche) — коммуна во Франции, находится в регионе Бургундия. Департамент коммуны — Кот-д’Ор. Входит в состав кантона Дижон 5-й кантон. Округ коммуны — Дижон.
Код INSEE коммуны — 21661.

## Население
Население коммуны на 2010 год составляло 1704 человека.
| 1962 | 1968 | 1975 | 1982 | 1990 | 1999 | 2010 |
| ---- | ---- | ---- | ---- | ---- | ---- | ---- |
| 738  | 792  | 869  | 1313 | 1422 | 1665 | 1704 |

## Экономика
В 2010 году среди 1127 человек трудоспособного возраста (15—64 лет) 834 были экономически активными, 293 — неактивными (показатель активности — 74,0 %, в 1999 году было 73,6 %). Из 834 активных жителей работали 786 человек (408 мужчин и 378 женщин), безработных было 48 (18 мужчин и 30 женщин). Среди 293 неактивных 107 человек были учениками или студентами, 154 — пенсионерами, 32 были неактивными по другим причинам.